# Marsh McLennan
Marsh & McLennan Companies, Inc. (NYSE: MMC) er en amerikansk multinational forsikrings-, risikostyrings-, management- og investeringsvirksomhed. Deres fire primære datterselskaber er Marsh, Guy Carpenter, Mercer og Oliver Wyman. De har 85.000 ansatte og omsætter for 21 mia. USD.
Burroughs, Marsh & McLennan blev etableret af Henry W. Marsh og Donald R. McLennan i Chicago i 1905. De skiftede navn til Marsh & McLennan i 1906.